# 比爾卡區
比爾卡區（西班牙語：Distrito de Vilca），是秘魯的一個區，位於該國中南部萬卡韋利卡大區的萬卡韋利卡省，始建於1920年9月15日，面積317.76平方公里，海拔高度3,275米，2005年人口3,123，人口密度每平方公里9.8人。